# Ignác Janák
Ignác Janák (4. října 1930 Veľké Zalužice – 3. srpna 2016) byl slovenský a československý politik Komunistické strany Slovenska, vedoucí tajemník Krajského výboru KSS pro Západoslovenský kraj a poslanec Sněmovny lidu Federálního shromáždění za normalizace, krátce i první tajemník Ústředního výboru KSS.

## Biografie
Narodil se v obci Veľké Zalužice (dnes Zalužice, okres Michalovce). Pocházel z dělnické rodiny. Po absolvování základní a střední školy pracoval zpočátku jako dělník. V roce 1952 vstoupil do KSS a byl funkcionářem Československého svazu mládeže. V letech 1955–1958 předsedal Krajskému výboru ČSM v Bratislavě. V letech 1960–1964 studoval na Vysoké škole ÚV KSSS v Moskvě. Po návratu ze studií nastoupil do aparátu strany.
V letech 1963–1989 se uvádí jako účastník zasedání Ústředního výboru Komunistické strany Slovenska. V letech 1967–1970 zastával post vedoucího odboru školství a vědy na ÚV KSS, v letech 1970–1973 byl tajemníkem a od roku 1973 vedoucím tajemníkem Krajského výboru KSS pro Západoslovenský kraj. Členem ÚV KSS byl od roku 1976 a od roku 1977 i členem předsednictva ÚV KSS. 28. listopadu 1973 byl kooptován za člena Ústředního výboru Komunistické strany Československa. XV. sjezd KSČ, XVI. sjezd KSČ a XVII. sjezd KSČ ho ve funkci potvrdil. V období od března 1986 do dubna 1988 byl kandidátem předsednictva ÚV KSČ a od dubna 1988 do listopadu 1989 pak členem předsednictva. V roce 1978 mu byl udělen Řád práce, v roce 1980 Řád Vítězného února. V roce 1988 se v rámci politických změn vyvolaných perestrojkou stal prvním tajemníkem ÚV KSS, když nahradil Jozefa Lenárta. V souvislosti s probíhající sametovou revolucí odstoupil 6. prosince 1989 z funkce prvního tajemníka ÚV KSS.
Ve volbách roku 1976 zasedl do Sněmovny lidu (volební obvod č. 162 - Trnava, Západoslovenský kraj). Mandát obhájil ve volbách roku 1981 (obvod Trnava) a volbách roku 1986 (obvod Trnava). Ve Federálním shromáždění setrval do ledna 1990, kdy rezignoval na poslanecký post v rámci procesu kooptace do Federálního shromáždění po sametové revoluci.
V únoru 1990 byl vyloučen z KSČ jako jeden z mnoha představitelů normalizačních stranických špiček.